# مالیننگکی-کولونگا
مالیننگکی-کولونگا (به لاتین: Malinniki-Kolonia) یک روستا در لهستان است که در گمینا اورلا واقع شده‌است.